# Tournoi final WSA World Series 2012
Le Tournoi final WSA World Series 2012 est l'édition 2012 des finales de squash PSA World Series (dotation 55 000 $).
Les huit meilleures joueuses des saison 2011 et saison 2012 (saison de septembre 2016 à mai 2012) sont qualifiées pour l'événement qui se déroule au Queen's Club à Londres du 2 au 6 janvier 2013.
Nicol David remporte son second trophée WSA World Series, en battant Laura Massaro en finale.

## Têtes de série
1. Nicol David (champion)
2. Raneem El Weleily (1er tour)
3. Laura Massaro (finale)
4. Nour El Sherbini (1er tour)
5. Annie Au (1er tour)
6. Jenny Duncalf (demi-finale)
7. Camille Serme (demi-finale)
8. Natalie Grinham (1er tour)

## Poules
| Nicol David   | 11 | 11 |  | - | 7 | 4 |  | Annie Au        |
| Laura Massaro | 11 | 11 |  | - | 8 | 8 |  | Natalie Grinham |

| Nicol David | 10 | 9 |  | - | 12 | 11 |  | Laura Massaro   |
| Annie Au    | 12 | 4 |  | - | 14 | 11 |  | Natalie Grinham |

| Nicol David   | 11 | 11 |   | - | 4  | 8 |    | Natalie Grinham |
| Laura Massaro | 5  | 11 | 6 | - | 11 | 7 | 11 | Annie Au        |

| Rang | Joueuse         | Match | G | P | Jeux |
| ---- | --------------- | ----- | - | - | ---- |
| 1    | Laura Massaro   | 3     | 2 | 1 | 4    |
| 2    | Nicol David     | 3     | 2 | 1 | 4    |
| 3    | Natalie Grinham | 3     | 1 | 2 | 2    |
| 4    | Annie Au        | 3     | 1 | 2 | 2    |

| Raneem El Weleily | 12 | 8  | 8 | - | 10 | 11 | 11 | Jenny Duncalf |
| Nour El Sherbini  | 8  | 10 |   | - | 11 | 12 |    | Camille Serme |

| Raneem El Weleily | 8 | 8 |  | - | 11 | 11 |  | Nour El Sherbini |
| Jenny Duncalf     | 7 | 7 |  | - | 11 | 11 |  | Camille Serme    |

| Raneem El Weleily | 11 | 11 |   | - | 6  | 8 |    | Camille Serme |
| Nour El Sherbini  | 16 | 11 | 9 | - | 18 | 4 | 11 | Jenny Duncalf |

| Rang | Joueuse           | Match | G | P | Jeux |
| ---- | ----------------- | ----- | - | - | ---- |
| 1    | Camille Serme     | 3     | 2 | 1 | 4    |
| 2    | Jenny Duncalf     | 3     | 2 | 1 | 4    |
| 3    | Nour El Sherbini  | 3     | 1 | 2 | 2    |
| 4    | Raneem El Weleily | 3     | 1 | 2 | 2    |

## Tableaux et résultats
|  | Demi-finales | Demi-finales  | Demi-finales  | Demi-finales | Demi-finales | Demi-finales | Demi-finales  |               |    | Finale | Finale | Finale | Finale | Finale | Finale | Finale |
|  |              |               |               |              |              |              |               |               |    |        |        |        |        |        |        |        |
|  | 1stA         | Laura Massaro | 6             | 11           | 11           |              |               |               |    |        |        |        |        |        |        |        |
|  | 2ndB         | Jenny Duncalf | 11            | 8            | 9            |              |               |               |    |        |        |        |        |        |        |        |
|  | 2ndB         | Jenny Duncalf | 11            | 8            | 9            |              | Laura Massaro | Laura Massaro | 3  | 2      | 9      |        |        |        |        |        |
|  |              |               |               |              |              |              |               | Laura Massaro | 3  | 2      | 9      |        |        |        |        |        |
|  |              | Nicol David * | Nicol David * | 11           | 11           | 11           |               |               |    |        |        |        |        |        |        |        |
|  | 2ndA         | Nicol David * | Nicol David * | 11           | 11           | 11           | Nicol David   | 11            | 11 |        |        |        |        |        |        |        |
|  | 2ndA         |               |               |              |              |              | Nicol David   | 11            | 11 |        |        |        |        |        |        |        |
|  | 1stB         | Camille Serme | 5             | 8            |              |              |               |               |    |        |        |        |        |        |        |        |